# Godzilla (phim 2014)
Godzilla là phim điện ảnh quái vật năm của Mỹ năm 2014 do Gareth Edwards đạo diễn. Đây là phần phim tái khởi động thương hiệu Godzilla của Toho và là phim điện ảnh thứ 30 của thương hiệu này. Godzilla đồng thời cũng là phim điện ảnh đầu tiên thuộc vũ trụ điện ảnh MonsterVerse của hãng Legendary, và là phim điện ảnh thứ hai về Godzilla được thực hiện bởi một hãng phim Hollywood. Phim có sự tham gia diễn xuất của Aaron Taylor-Johnson, Watanabe Ken, Elizabeth Olsen, Juliette Binoche, Sally Hawkins, David Strathairn và Bryan Cranston. Trong bộ phim, một chiến binh đang nỗ lực tìm dường trở về với gia đình của mình thì bất ngờ bị vướng vào một cuộc chiến giữa các quái vật cổ xưa là Godzilla và hai quái vật ký sinh được gọi là MUTO.
Dự án phim bắt đầu dưới hình thức một phim ngắn IMAX vào năm 2004, sau đó đã được chuyển tới hãng Legendary vào năm 2009 để tái phát triển thành một tác phẩm điện ảnh. Phim chính thức được xác nhận vào tháng 3 năm 2010 và Edwards được chỉ định ngồi vào ghế đạo diễn vào tháng 1 năm 2011. Quá trình quay phim chính bắt đầu từ tháng 3 năm 2013 tại Hoa Kỳ và Canada và kết thúc vào tháng 7 năm 2013.
Godzilla chính thức phát hành tại các rạp chiếu vào ngày 16 tháng 5 năm 2014 và nhận về nhiều lời khen ngợi từ giới chuyên môn cho phần chỉ đạo đạo diễn, kỹ xảo hình ảnh, nhạc nền, quay phim, phần tư liệu được cài xen kẽ cũng như diễn xuất của Cranston, tuy nhiên thời lượng Godzilla xuất hiện trên màn ảnh và việc các nhân vật chưa được tập trung phát triển cũng bị chỉ trích. Tác phẩm đạt thành công lớn về mặt thương mại khi thu về 529 triệu USD toàn cầu, so mới mức kinh phí bỏ ra là 160 triệu USD, cộng thêm phần phí in ấn và quảng cáo chiếm 100 triệu USD và điểm hòa vốn vào mức 380 triệu USD. Sự thành công của bộ phim là động lực để Toho làm lại một tác phẩm khác của riêng hãng, lấy tựa đề Sự hồi sinh: Shin Godzilla, đồng thời hãng Legendary to cũng thực hiện tiếp các phần phim tiếp nối thuộc vũ trụ MonsterVerse là Chúa tể Godzilla khởi chiếu ngày 31 tháng 5 năm 2019 và Godzilla đại chiến Kong khởi chiếu ngày 24 tháng 3 năm 2021.

## Nội dung
Năm 1954, con người chuẩn bị kích nổ một quả bom hạt nhân tại đảo san hô Bikini; hàng gai khổng lồ nổi lên từ mặt nước khi quả bom được kích nổ. Năm 1999, các nhà khoa học Ishiro Serizawa và Vivienne Graham được gọi tới một mỏ đá ở Philippines, nơi một bộ xương khổng lồ và hai vật hình trứng đã được phát hiện. Một thời gian ngắn sau khi một trong những vật hình trứng đã nở, nhà máy điện hạt nhân Janjira gần Tokyo, Nhật Bản bị một vụ nổ và rò rỉ phóng xạ. Giám sát nhà máy Joe Brody đã mất vợ trong vụ tai nạn. Trận động đất đã khiến cho người dân di tản và kiểm dịch khu vực Janjira.
Mười lăm năm sau, con trai của Joe là Ford trở thành một sĩ quan xử lý bom mìn trong Hải quân Hoa Kỳ, sống ở San Francisco với vợ Elle và con trai Sam. Khi Joe bị bắt vì tội xâm phạm trong khu vực cách ly, Ford đi đến Nhật Bản để hỗ trợ ông. Joe vẫn còn bị ám ảnh bởi cái chết của vợ mình và muốn phát hiện ra nguyên nhân thực sự của thảm họa. Ông thuyết phục con trai mình đi cùng ông đến Janjira, nơi họ phát hiện ra không có dấu hiệu của phóng xạ. Họ bị bắt và đưa đến một cơ sở bí mật được xây dựng trong đống đổ nát của nhà máy điện. Cơ sở được xây dựng xung quanh một cái kén lớn, tương tự vật đã thấy ở Philippines, đang được nghiên cứu bởi Serizawa và Graham. Cái kén nở và một sinh vật có cánh khổng lồ chui ra, tàn phá cơ sở và bay đi. Joe thương nặng trong vụ hỗn loạn và qua đời. Serizawa, Graham, và Ford tham gia một nhóm hải quân Mỹ để theo dõi con quái vật, bằng cách sử dụng tàu sân bay USS Saratoga làm căn cứ hoạt động.
Trên tàu Saratoga, Ford biết được từ Serizawa và nhóm của ông rằng sinh vật anh đã nhìn thấy Janjira là một MUTO (Sinh vật khổng lồ không xác định trên mặt đất), một sinh vật cổ đại từ thời xa xưa mà lúc đó lượng chất phóng xạ gấp nhiều lần bây giờ. Khi bức xạ của trái đất giảm xuống nó di chuyển xuống sâu dưới lòng đất và ngủ đông, nó sau đó đã chết và sinh ra 2 kén trứng. Nó bị săn bởi một con vật to lớn hơn nhiều đã được đánh thức trong một chuyến thám hiểm và thử nghiệm hạt nhân ở biển sâu trong năm 1954. Sự tồn tại của nó đã bị che giấu sau nhiều thất bại trong việc thủ tiêu nó với vũ khí hạt nhân. Ford tiết lộ rằng cha của ông đã theo dõi một hình thức vị bằng tiếng vang từ khu vực Janjira, dẫn nhóm nghiên cứu tin rằng MUTO còn giao tiếp với một cái gì khác, ngoài Godzilla ra.
Một biệt đội của quân đội Mỹ ở Hawaii tìm thấy xác một tàu ngầm hạt nhân của Nga giữa rừng đã báo cáo một cuộc tấn công và nhìn thấy MUTO ăn lò phản ứng của con tàu. Quân đội tấn công MUTO và một trận chiến nổ ra tại sân bay quốc tế Honolulu. Sinh vật lớn hơn, có tên là "Godzilla", xuất hiện và chiến đấu với MUTO, cuối cùng nó đã khiến MUTO bay mất. Vỏ MUTO thứ hai, mang đến từ Philippines được đưa vào kho chất thải hạt nhân tại núi Yucca đã nở, nó có kích thước lớn hơn gấp rưỡi lần MUTO kia và không có cánh nên được xác định là con MUTO cái, MUTO cái sau đó đã tàn phá Las Vegas trên đường đi về phía tây. Serizawa tin rằng hai sinh vật sẽ gặp nhau để sinh sản. Quân đội có kế hoạch giết cả ba con quái vật với vũ khí hạt nhân mạnh nhất của họ. Vì MUTO có thể phát ra EMP (xung điện từ) cực mạnh, họ không thể sử dụng máy bay ném bom hoặc tên lửa, vì vậy họ vận chuyển quả bom với ngòi nổ cơ học bằng đường bộ. Tuy nhiên, MUTO đực bay đã bay đến cướp đầu đạn và đưa nó cho MUTO cái và MUTO cái xây dựng một cái tổ xung quanh nó ở giữa trung tâm thành phố San Francisco, đe dọa mạng sống của hàng triệu người. Godzilla đến San Francisco để đối đầu với những con quái vật.
Trong khi MUTO đang bị phân tâm bởi Godzilla, Ford và một nhóm lính vào tổ và cố gắng để vô hiệu hóa đầu đạn. Họ phát hiện ra nó bị hư hỏng nặng và không thể vô hiệu, vì vậy họ lên kế hoạch đưa nó ra biển và để cho nó phát nổ. Trong khi Godzilla có thể đánh bại từng MUTO dễ dàng, nhưng khi cả hai MUTO hợp sức lại thì chúng lại áp đảo nó. Ford lợi dụng một chiếc xe chở xăng nằm trong tổ để làm phát nổ những quả trứng, đánh lạc hướng MUTO cái khỏi cuộc chiến và chỉ để lại con đực chiến đấu với Godzilla. Godzilla sau đó giết chết MUTO đực bằng cách dùng đuôi quật mạnh vào người MUTO đực khiến MUTO đực va vào một tòa nhà chọc trời mà chết. Godzilla và Ford nhìn nhau trước khi Godzilla bị tòa nhà chọc trời đổ sập xuống. Sau đó, Ford chạy đến bến cảng. MUTO cái tức giận tàn sát những người lính, nhưng Ford cho quả bom ra biển và bị MUTO cái bám theo. Khi nó chuẩn bị phá hủy, Godzilla tình cờ giải cứu Ford và kết liễu MUTO cái bằng cách banh họng nó ra, và phun hơi thở hạt nhân của mình vào họng MUTO cái sau đó bẻ đầu giết chết nó. Ford gần như bất tỉnh khi anh được cứu bởi một máy bay trực thăng quân đội, trong khi Godzilla đi quay về bờ, ngã xuống và có vẻ như đã chết. Sau trận chiến, Ford đoàn tụ với vợ và con trai của mình. Godzilla, tưởng chừng như đã chết, bỗng tỉnh dậy và trở về với đại dương, được giới truyền thông ca ngợi là "Vua quái vật".

## Diễn viên
- Aaron Taylor-Johnson vai Ford Brody[11]
- Ken Watanabe vai Tiến sĩ Ishirō Serizawa[11]
- Elizabeth Olsen vai Elle Brody[11]
- Juliette Binoche vai Sandra Brody[11]
- Sally Hawkins vai Tiến sĩ Vivienne Graham[11]
- David Strathairn vai Admiral William Stenz[11]
- Bryan Cranston vai Joe Brody[11]
- T.J. Storm vai Godzilla